# Rectoria de Sant Feliuet de Terrassola
La Rectoria de Sant Feliuet de Terrassola és una obra barroca de Santa Maria d'Oló (Moianès) inclosa a l'Inventari del Patrimoni Arquitectònic de Catalunya.

## Descripció
Casal adossat al cantó de migdia de l'església de Sant Feliuet de Terrassola. Té tres plantes, la coberta és a doble vessant, amb el carener perpendicular a la façana. S'entra per un portal de pedra picada, rectangular i ornamentat. La part central de l'edifici està lleugerament retrocedida, ocupant aquest espai dos terrats, un per cada pis. La caiguda de la teulada enllaça perfectament amb la nau lateral de l'església. Els murs són de pedra i reble, parcialment arrebossats, mentre que les cantonades són treballades amb carreus de pedra picada. Les finestres del mur de migdia són treballades amb carreus de pedra picada. Les finestres del mur de migdia són adovellades. Als darreres s'hi ha adossat un cos rectangular, sense cap interès.

## Història
Les notícies que es tenen apunten que al segle xvi es va adossar a l'església de Sant Feliuet una rectoria. Després d'un incendi, fou necessari aixecar una nova rectoria al segle xviii. Aquesta constava de quatre parets mestres, formant tres naus, amb unes dimensions força superiors a la rectoria anterior. A principis de la segona meitat del segle XX (1970-1980) es van fer desastroses reformes a la façana principal, construint-hi dos absis de nou i destrossant la composició primitiva de la façana. L'any 1977 es va adossar als darreres de la casa un cos rectangular, que trenca l'interès que podria tenir el darrere de la rectoria.